# El Ouricia
El Ouricia là một đô thị thuộc tỉnh Sétif, Algérie. Dân số thời điểm năm 2002 là 14.507 người.